# HD 73155
HD 73155，又名CD-49 3646，SAO 220138、HR 3407，是一颗恒星，视星等为5.01，位于銀經267.33，銀緯-5.71，其B1900.0坐标为赤經8h 31m 40.3s，赤緯-49° -5.71′ 59″。